# Lost Planet 2
Lost Planet 2 é um jogo de tiro em terceira pessoa desenvolvido e publicado pela Capcom. O jogo é a sequência de Lost Planet: Extreme Condition, tendo dez anos após os eventos do primeiro jogo, no mesmo planeta fictício. O jogo foi desenvolvido para o PlayStation 3, Xbox 360 e Microsoft Windows. Originalmente previsto para ser lançado no início de 2010,  11 maio de 2010 na América do Norte e na Europa e 20 de maio de 2010 para o Japão, e a versão para Windows foi lançada em 12 de outubro de 2010.

## Jogabilidade
Muitas características de jogabilidade do jogo Lost Planet (Planeta Perdido) original estão presentes. Elementos recorrentes incluem batalhas importantes, extremo terreno e a capacidade de ternos piloto mecanizada armadura, conhecido como Vital Suits (VSS). Em 24 de julho de 2009, na Comic-Con 2009, o produtor Jun Takeuchi realizou uma sessão de Q & A (Questions and answers, perguntas e respostas) para os fãs. Takeuchi revelou que haveria muito mais co-op VSs.Players base será capaz de andar nas laterais de alguns VSS. Estes VSS pode ser controlado por um jogador, enquanto outros dois pendurar pelos lados e disparar. Takeuchi revelou também que não haveria voo finais: que apresentam tempo de voo ilimitado.
Também ao contrário de Lost Planet: Extreme Condition, Lost Planet 2 não constante fuga de jogadores de energia térmica. Isto é devido ao clima mais quente, que pode sustentar a presença de T-ENG mais do que um clima frio, que drena a energia térmica pouco a pouco. Em vez disso, a energia só pode ser drenado quando os pilotos um jogador VS e usa uma arma que exige energia. No entanto a energia térmica é ainda constantemente perdido a menos que uma habilidade específica é equipado apesar do "clima mais quente. O personagem também pode perder energia térmica, completando um sprint inteiro com um personagem (confirmado na demo). Se um jogador perde todas as suas energias, outro pode dar-lhes alguma da sua energia, usando uma nova arma, para manter os jogadores vivos.

## Combate Online
Lost Planet 2 vai emprestar o modo versus multiplayer online de seu antecessor, e contará com alguns novos modos também. Versus personagens também podem ser modificadas em profundidade muito maior do que no jogo original, personalizar skins, mas não só uma vasta selecção de peles para os pés, rosto e tronco.

## Desenvolvimento
Lost Planet 2 será executado na MT-Framework 2.0, uma versão atualizada do motor usado em vários jogos da Capcom. Um suporte para o modo de campanha pode ter até 4 jogadores a trabalhar em conjunto através da Internet.
Ao contrário de seu antecessor, Lost Planet 2 irá permitir aos jogadores criar e personalizar seus próprios personagens e lhes permitirá desbloquear mais roupa e os tipos de corpo após nivelamento por cima e fazer download de conteúdo. O jogo também irá permitir aos jogadores editar modelos de armas, e paletas de cores utilizadas. No entanto, as armas usadas no multi-jogador terá de ser desbloqueado através de nivelamento por cima. Os jogadores serão capazes de ter o conteúdo que eles têm desbloqueado na campanha e levar isso em multiplayer versus (e vice-versa). Em 18 de fevereiro de 2010 foi relatado que a versão para Xbox 360 do jogo teria cortes significativos, a fim de fazer o jogo caber em um único DVD. O conteúdo cortado estaria disponível como DLC, (downloadable content, conteúdo para download), mas nenhuma confirmação foi dada sobre se este conteúdo seria cobrado ou gratuito. Estas alegações foram, posteriormente, consideradas como um erro de tradução. Em uma entrevista com o produtor de jogos, ele disse que não houve corte de conteúdo da versão Xbox 360.